# Klavírní koncert č. 5 (Beethoven)
Klavírní koncert č. 5 Es dur op. 73 je poslední klavírní koncert Ludwiga van Beethovena. Častá přezdívka "Císařský" není původní a Beethoven s ní nemá nic společného. Koncert vzbuzuje dojem majestátnosti a hrdinství, což má společné s Eroikou, obě díla jsou také napsána ve stejné tónině.

## Okolnosti vzniku
V květnu 1809 oblehla Napoleonova armáda Vídeň. Beethoven se před bombardováním ukrýval ve sklepě domu svého bratra Kaspara Karla a zakrýval si hlavu polštářem, protože jeho nemocný sluch hlukem děl trpěl. 13. května 1809 Francouzi Vídeň obsadili, což přineslo obyvatelům města starosti a útrapy. Nedostávalo se peněz a byl nedostatek potravin. Za těchto okolností devětatřicetiletý Beethoven pracoval na svém posledním klavírním koncertu.
Původ přídomku Císařský je nejasný a neexistuje shoda o jeho původu. Nepravděpodobná a neověřená historka říká, že při prvním vídeňském provedení řekl francouzský důstojník: „C'est l'Empereur!“ Jiné zdroje uvádějí, že jej vymyslel klavírista Johann Baptist Cramer. Podle Donalda Toveyho a Betsy Schwarmové by se Beethovenovi toto epiteton nelíbilo už kvůli jeho nesouhlasu s Napoleonovou zahraniční i domácí politikou. Beethoven také již dříve přehodnotil dedikaci své třetí symfonie; původně ji věnoval Napoleonovi, ale poté, co se Napoleon v roce 1804 nechal prohlásit císařem, ji změnil. 
Prvně byl koncert provedený 11. listopadu 1811 v Lipsku v Gewandhausu, sólistou byl Friedrich Schneider. O rok později vyšel tiskem s věnováním arcivévodovi Rudolfovi. Ve Vídni ho prvně přednesl 12. února 1812 Karl Czerny. U publika se ale nesetkal s příznivým ohlasem, zdál se mu tehdy příliš "moderní". Anglická premiéra se uskutečnila 8. května 1820 se sólistou Charlesem Neatem. 24. června 1829 provedl koncert Felix Mendelssohn Bartholdy. 

## Rozbor skladby

### Obsazení
Klavír sólo, 2 flétny, 2 hoboje, 2 klarinety v B (ve 2. větě v A), 2 fagoty, 2 lesní rohy v Es (ve 2. větě v D), 2 trubky v Es, tympány (v Es a B) a smyčce: housle (2), violy, violoncella, kontrabasy. Ve druhé větě flétny, klarinety, trubky a tympány nehrají.

### I. Allegro
Es Dur, 4/4-takt, 576 taktů 
Koncert zahajuje orchestr třemi zvučnými akordy. Sólový klavír na každý akord reaguje rozkmitanými arpeggii, trylky a stupnicemi. Tento úvod byl v klasických koncertech novinkou a rozmachy se staly téměř tematickými. První věta je delší, než všechny předchozí věty Beethovenových klavírních koncertů. Autor se držel tradiční sonátové formy, ale výrazně nově definoval souhru klavíru a orchestru. Beethoven výslovně zakázal sólistovi hrát vlastní kadenci, což je posun od předchozích klavírních koncertů. Je možné, že Beethoven chtěl mít všechny aspekty skladby pod kontrolou, protože ji nemohl osobně provést. Následuje hybné první téma a výpravný materiál se opakuje s variacemi, virtuózními figurami a modifikovanými harmoniemi. Druhé téma, pochod, se objevuje nejprve ve formě h moll ve smyčcích, poté se tematicky posouvá do C dur u lesních rohů. V průběhu celé věty Beethoven tato témata transformuje do různých tónin, nálad a figur. Po úvodní části následuje Beethovenova třítematická sonátová struktura koncertu. Orchestrální expozice je dvoutematickou sonátovou expozicí. Druhá expozice s klavírem uvádí triumfální, virtuózní třetí téma, které náleží výhradně sólovému nástroji, což je charakteristický znak Beethovenových koncertů. Koda rozvíjí otevřené první téma, stupňuje jeho intenzitu a končí závěrečným vrcholným příchodem do tóniny Es dur.

### II. Adagio un poco mosso
H dur, takt allabreve, 82 taktů
Druhá věta H dur je tiché nokturno pro sólový klavír, tlumené smyčce a dechové nástroje, které se sólovým klavírem konverzují. Věta krátce přechází do D dur, tóniny velmi vzdálené Es dur koncertu. Konec druhé věty navazuje přímo na třetí větu. Ta začíná bez přerušení, když osamělý fagotový tón B klesne o půltón na B♭.  Beethoven používá H dur jako „překvapivou“ tóninu pro náhlé vzdálené tóninové vztahy. 

### Rondo: Allegro ma non troppo
Es Dur, 6/8 takt, 431 taktů 
Stejně jako u klavírní sonáty č. 23 Appassionaty a houslového koncertu je partitura zapsána attaccou, která naznačuje malé nebo žádné přerušení předchozí části. Závěrečná věta koncertu má formu sedmidílného ronda (ABACABA). Sólový klavír uvádí hlavní téma před tím, než orchestr potvrdí sólistovu výpověď. Část B ronda začíná klavírními stupnicemi, než opět odpoví orchestr. Úsek C je mnohem delší a představuje téma z úseku A ve třech různých tóninách, než klavír předvede pasáž arpeggií. Místo toho, aby se ukončila silným nástupem orchestru, trylek ukončující kadenci odezní, dokud se znovu neobjeví úvodní téma, hrané nejprve klavírem a poté orchestrem. V poslední části prochází téma variacemi, než koncert skončí krátkou kadencí a silnou orchestrální odpovědí.